# Сильчевский, Дмитрий Петрович
Дмитрий Петрович Сильчевский (1851—1919) — российский библиограф

 и литературовед; один из авторов Энциклопедического словаря Брокгауза и Ефрона.

## Биография
Дмитрий Сильчевский родился в 1851 году в Черниговской губернии Российской империи. Из старинного украинского рода Сильчевских-Горюновых, дворянин; потомок запорожских казаков. Детство провел в м. Короп. В годы учебы в гимназии города Новгород-Северска (1864―1871) увлекся революционно-демократическими идеями и литературой (зачитывался произведениями В. Г. Белинского, Н. К. Михайловского, Н. А. Некрасова); вместе с одноклассником Н. И. Кибальчичем издавал гимназический рукописный журнал «Винт», а в старших классах организовал ученическую библиотеку, содержавшую и нелегальные издания. В 1871 году за свои политически вольные сочинения Сильчевский был оставлен на второй год; выйдя в знак протеста из гимназии, отправился в Петербург, по его словам, «с великими надеждами на свое блестящее будущее» и мечтами «о литературной славе, о служении своей родине, своему народу». Имел рекомендательное письмо к М. Е. Салтыкову-Щедрину, через которого познакомился с Н. А. Некрасовым, Г. 3. Елисеевым, В. А. Слепцовым, А. М. Скабичевским. Надежды на сотрудничество в «Отечественных записках» в качестве библиографа-рецензента не оправдались: разрыв произошёл по причине того, что уже первая рецензия Сильчевского на роман Ф. Швейцера «Эмма» (1871) была отвергнута Некрасовым. Тогда же Сильчевский выступил в журнал «Библиотека дешевая и общедоступная» (1871) с рецензией на книгу А. Н. Пыпина «Общественное движение при Александре I». Вошёл в революционно-народнический кружок молодых литераторов, группировавшихся вокруг этого журнала. В 1871 году поступил вольнослушателем на историко-филологический факультет Петербургского университета; одновременно работал корректором, затем секретарём редакции в журнале «Семья и школа», в котором напечатал популярный очерк «М. В. Ломоносов» (1872). С 1871 года Сильчевский активно работал с различными периодическими печатными изданиями, помещая некрологи и юбилейные статьи о русских писателях, а также рецензии на литературные произведения.  
В мае 1876 года был арестован в связи с близостью к землевольцам. Во время обыска у Сильчевского была найдена нелегальная литература (в том числе несколько номеров газет «Колокол» и «Вперёд», которую он хранил «по страсти к редким произведениям русской печати». До ноября 1876 года находился в тюрьме. Освобождён (под гласный полицейский надзор) по ходатайству П. А. Ефремова и Некрасова. В феврале 1877 года вновь арестован как инициатор студенческого адреса Некрасову и выслан в Олонецкую губернию. Находился на жительстве в Повенце (1877 и с лета 1879) и Петрозаводске (1877―1879). Служил в Петрозаводском архиве губернского правления и в Повенецкой общественной земской библиотеке (выборным библиотекарем, вместе с революционером П. Г. Заичневским), составил и издал в 1879 году каталог библиотеки. В январе 1881 года вернулся в Петербург благодаря ходатайству Салтыкова-Щедрина перед М. Т. Лорис-Меликовым. Находился до 1886 года под негласным надзором полиции.
Был ближайшим сотрудником «Дополнений» к «Настольному словарю для справок по всем отраслям знаний» Толя и очень много работал в литературном отделе «Большой энциклопедии»; принимал участие и в «Энциклопедическом словаре Брокгауза и Ефрона». 
В 1891 году под его редакцией и с составленной им обширной биографией вышло собрание сочинений М. Ю. Лермонтова. 
В 1903 году в Санкт-Петербурге отдельно вышла его книга о Михаиле Васильевиче Ломоносове.
Вел переписку с Л. Н. Толстым, а 26 июля 1907 года посетил, по приглашению писателя, Ясную Поляну; об этом визите он подробно написал в «Биржевых ведомостей» за 2 и 3 августа 1907 года соответственно.
По своим полит, взглядам Сильчевский был сторонником либерально-демократических идей, тем не менее его резкие устные высказывания (подчас в нетрезвом виде — в 1886 находился на излечении как страдающий хроническим алкоголизмом), круг знакомств и репутация бывшего политического ссыльного и в последующие годы неоднократно приводили его к арестам и выдворению из столиц (жил то в Москве, то в Петербурге): в 1883—1885 в Костроме (где женился в 1883; имел сына), в 1890—1898 в Ярославле (здесь в 1890—1893 служил в земской управе, а в 1894—1898 в губернском присутствии), в 1899 году в Нижнем Новгороде, в 1907―1908 годах вновь в Ярославле. В 1918―1919 годах служил в библиотеке историко-революционного архива в Петрограде, где умер в Тверской больнице для хроников (бывшей больнице Св. Ольги) от сыпного тифа 1 ноября 1919 года.
Истинным увлечением Сильчевского всегда была библиография: «пользуется в этом отношении репутацией знатока своего дела» (из секретного донесения III отделения). Близко знавший его А. В. Круглов вспоминал о нём как об «идеалисте с чистой детской душой, доверчивом, увлекающемся, живущем в мире грёз и теоретических выкладок», «следящем за каждой новинкой»; «он терпел нужду, но покупал чуть не всё, что только сколько-нибудь заслуживало внимания».